# جون إتش هانا جونيور
جون إتش هانا جونيور (بالإنجليزية: John H. Hannah, Jr.)‏ هو قاضي ومحامي أمريكي، ولد في 30 يونيو 1939، وتوفي في 4 ديسمبر 2003 في ويست بالم بيتش في الولايات المتحدة.